# Jumping Horse
Jumping Horse, voorheen Indian Pony Ride, is een paardenbaan in Attractiepark Slagharen. 

## Algemeen
De attractie werd gebouwd door Mettallbau Emmeln. De attractie opende eerder als Indian Pony Ride en stond binnen in het "Western Theater" achter in het park. Het werd rond 2012 verhuisd naar de huidige locatie en is op het station na niet overdekt. 
Afbeeldingen · Main Street